# Zeppa (calzoleria)

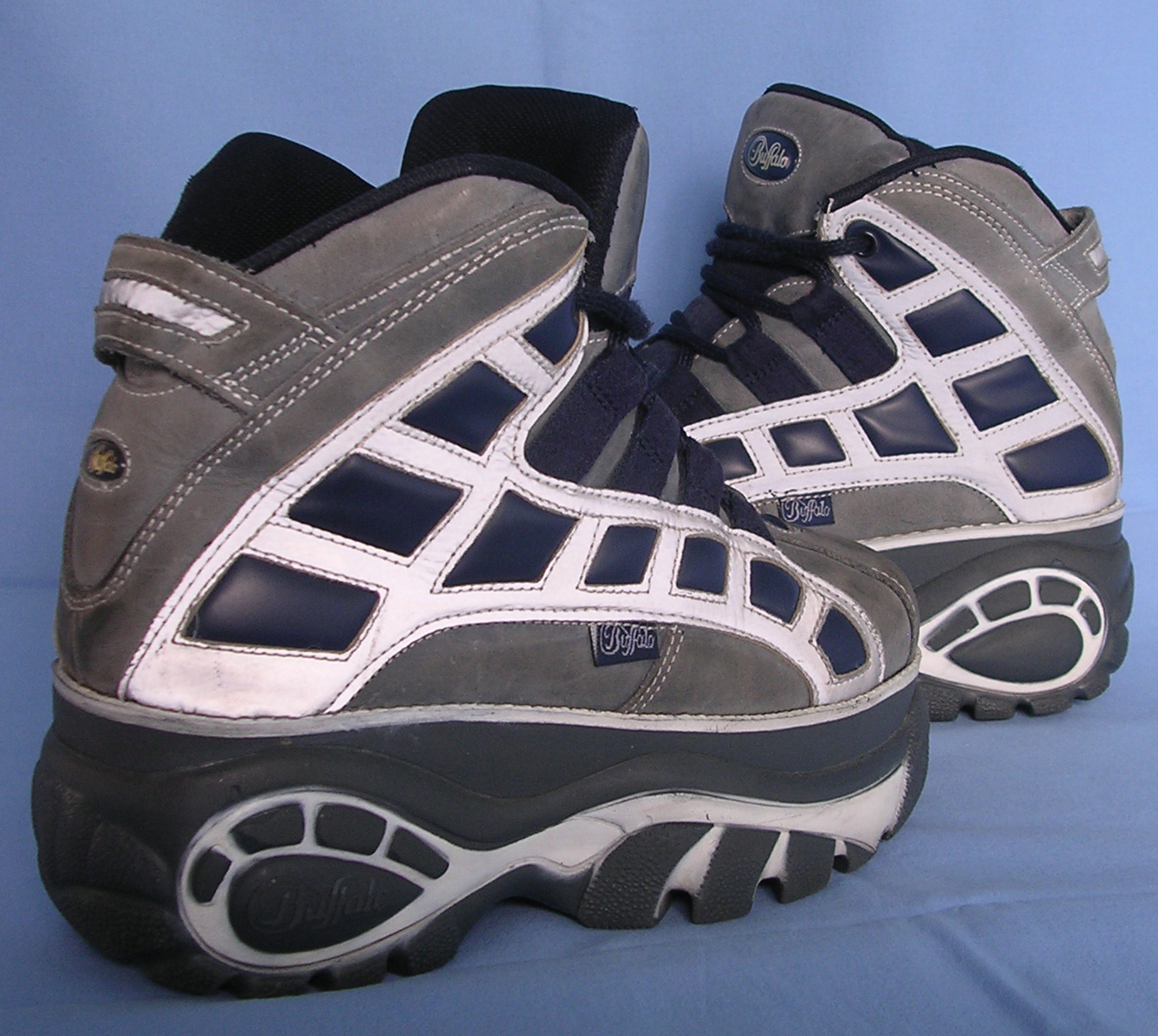
Scarpe Buffalo (modello 2003-14)

La zeppa è un tipo di suola che solleva tutta la scarpa e ne sostituisce anche il tacco. Esistono zeppe con spessori di vari centimetri fino a diventare molto alte soprattutto in funzione della moda.

## Descrizione
Conosciuta sin dal quindicesimo secolo, la zeppa può essere realizzata in legno (soprattutto sughero), e rivestita dello stesso materiale che compone il resto della scarpa, oppure essere lasciata "grezza".

## Storia
Di moda negli anni quaranta, i sandali con zeppa disegnati dallo stilista campano Salvatore Ferragamo, tornano nuovamente di moda negli anni sessanta e a metà degli anni novanta in concomitanza dell'uscita del film Evita, in cui la protagonista Madonna li sfoggiava. Gli anni '90/2000 vedono il lancio delle sneakers con zeppa Buffalo da parte delle Spice Girls e di altri personaggi famosi. Dunque zeppe di varie altezze sono state utilizzate anche nella realizzazione di scarpe chiuse e scarpe da ginnastica, come ad esempio Fornarina, Onyx, Buffalo, queste ultime ampiamente diffuse tra molti ragazzi e ragazze.

## Zeppe ortopediche
La zeppa è usata in ortopedia per compensare un'eventuale dismetria (o eterometria, ineguale lunghezza delle componenti ossee degli arti inferiori di una persona) laddove un'operazione chirurgica non è indicata.